# Blaesoxipha pygmaea
Blaesoxipha pygmaea är en tvåvingeart som först beskrevs av Zetterstedt 1844.  Blaesoxipha pygmaea ingår i släktet Blaesoxipha och familjen köttflugor.
Artens utbredningsområde är Sverige. Arten är reproducerande i Sverige. Inga underarter finns listade i Catalogue of Life.